# Cassandra Nova
Cassandra Nova is een fictieve superschurk uit de strips van Marvel Comics, en een vijand van de X-Men. Ze werd bedacht door Grant Morrison en Frank Quitely, en verscheen voor het eerst in New X-Men #114 (juli 2001).
Cassandra is een "mummudrai," een parasitaire levensvorm geboren zonder lichaam op het astrale niveau. Ze raakte telepathisch verbonden met de toekomstige Charles Xavier, die zelf een mutant met sterke telepathische krachten was. Deze link gaf Cassandra ook enkele psionische krachten.
Cassandra is Xaviers ideologische duistere schaduw, gedreven door vernietiging en genocide. Ze is vooral beruchte haar aanval op de mutantennatie Genosha met een leger sentinels.

## Biografie
Cassandra Nova begon haar leven rond dezelfde tijd als Charles Xavier. Aangezien ze geen lichaam had, improviseerde ze er een door Xaviers DNA te kopiëren. Hierdoor werd ze eigenlijk zijn tweelingzus. Reeds in de baarmoeder voelde Charles Cassandra’s kwaadaardigheid, en probeerde haar met zijn krachten te doden. Hierdoor werd Cassandra lichamelijk dood geboren. Desondanks overleefde ze als een chaotische cellulaire massa, en in de loop der jaren herstelde ze haar fysieke vorm. Ze raakte er echter ook van overtuigd dat deze wereld waar ze zich nu in bevond slechts een illusie was waarin alleen zij en Charles echt waren. Ze nam zich dan ook voor elke illusie die Charles dierbaar was te vernietigen: zijn droom, zijn X-Men en zijn geliefde Lilandra.
Jean Grey ontdekte later dat Cassandra Nova de mummudrai (van een Shi'ar legende, letterlijk vertaald “tegenovergesteld”) van Charles Xavier is. De Shi’ar legende hield in dat iedereen kort voor de geboorte zijn of haar eigen mummudrai ontmoet. In werkelijkheid zijn mummudrai parasitaire levensvormen die zonder lichaam worden geboren op het astrale niveau. Door haar link met Charles Xavier kon Cassandra een lichaam voor zichzelf maken.
Na zichzelf geheel te hebben hersteld begon Cassandra met haar wraakacties. Ze overtuigde het laatste nog levende familielid van Bolivar Trask, Donald Trask III, om een aantal enorm wilde Sentinels te activeren. Daarna leidde ze deze Sentinels in hun aanval op Genosha, waarbij 16 miljoen mutanten omkwamen. Cassandra kopieerde Trasks DNA zodat ze het Sentinel-programma, dat alleen op DNA van een Trask reageerde, kon commanderen. Ze werd uiteindelijk gevangen door Cyclops en Wolverine. Ze brachten haar naar Xaviers school, waar ze ontsnapte en de meeste X-Men versloeg. Daarna gebruikte ze Cerebra (een verbeterde versie van Cerebro) om van lichaam te ruilen met Charles Xavier. Daarna schoot ze haar oude lichaam, met Charles erin, neer.
In Xaviers lichaam dwong Cassandra Beak om Beast, die had ontdekt dat Cassandra en Charles hetzelfde DNA hebben, in een coma te slaan. Daarna manipuleerde ze Lilandra, de leider van de Shi’ar, tot het punt dat ze waanzinnig werd en de Shi’ar vloot het keizerrijk liet aanvallen. Als laatste daad probeerde ze via Cerebra alle mutanten te elimineren. Jean Grey had inmiddels echter ontdekt wat er gaande was. Ze was in staat via de Phoenix Force Xaviers bewustzijn in miljoenen stukjes te verdelen over alle mutanten in de wereld. Toen Cassandra via Cerebra de mutanten aanviel, werd Charles bewustzijn hersteld, waarna hij en Jean Grey Cassandra uit Charles’ lichaam wisten te verdrijven.
Zonder lichaam werd Cassandra een wezen van pure psychische energie. Later werd gesuggereerd at Cassandra de vorm had aangenomen van de jonge mutant Ernst, een oud ogend meisje met bovenmenselijke kracht. In deze vorm was ze student in Xorns speciale klas op Xaviers school, en werd later lid van zijn Brotherhood of Mutants. In New X-Men #156, onderzochten Cyclops en Beast Cassandra's bewaringscapsule na de vernietiging van de school, maar deze bleek leeg te zijn.
Cassandra, weer in haar originele vorm, keerde terug in de "Danger" verhaallijn van Astonishing X-Men, samen met Sebastian Shaw van de Hellfire Club. Hierin werd ook onthuld dat Emma Frost de vernietiging van Genosha overleefde omdat Cassandra haar tweede mutatie activeerde. In ruil daarvoor moest Emma Cassandra helpen bij een plan om te infiltreren bij de X-Men. Deze infiltratie vond plaats toen Cassandra een deel van haar bewustzijn overbracht op Emma. Ze speelde toen in op Emma’s schuldgevoelens over het feit dat zij de vernietiging van Genosha overleefde terwijl haar studenten stierven, en haar schuldgevoelens over haar verleden als de kwaadaardige White Queen van de Hellfire Club. Emma/Cassandra wist Kitty Pryde toen over te halen met haar krachten de capsule waarin Cassandra zat opgesloten te openen. Cassandra’s plannen werden gestopt door Cyclops en enkele andere studenten. Ze probeerde haar bewustzijn over te brengen op Hisako Ichiki (Armor), maar dit werd verstoord door S.W.O.R.D.. Of ze geslaagd is in de overdracht is niet bekend.

## Krachten
De mummudrai zijn meestal gedwongen te vechten met het bewustzijn van hun gastlichaam voor de controle over het lichaam. Echter, middels Xaviers DNA kon Cassandra Nova een eigen lichaam maken. Ze kan ook DNA dat ze heeft gekopieerd manipuleren om dienst te doen als genezingsfactor of om door vaste voorwerpen te faseren (zoals Shadowcat).
Ze gebruikte haar DNA kopiëring voor het eerst om DNA van Donald Trask III, familie van Bolivar Trask, te kopiëren zodat ze zijn Sentinels kon commanderen. Na DNA van Charles Xavier te hebben gekopieerd, verkreeg Cassandra Nova toegang tot alle mutantkrachten die hij had (de krachten die hij al gebruikte, de krachten die hij kon hebben en de krachten die waarschijnlijk door verdere mutatie nog zouden komen). Deze krachten zijn onder andere telepathie, telekinese en de mogelijkheid om het astrale niveau te betreden.
Als Ernst had Cassandra enkel bovenmenselijke kracht.

## In andere media

### Marvel Cinematic Universe
Sinds 2024 verscheen dit personage in het Marvel Cinematic Universe en wordt vertolkt door Emma Corrin. Cassandra Nova zit in dit universum sinds haar geboorte in de Void van de TVA. Hier heeft ze macht over het beest Alioth en andere X-Men superschurken.
Cassandra Nova is onder andere te zien in de volgende film:
- Deadpool & Wolverine (2024)